# 新トルコリラ
新トルコリラ（しんトルコリラ、Yeni Türk Lirası）は、2005年1月1日から2009年12月31日に適用された、トルコ共和国の旧通貨。1970年代のハイパーインフレーションの打開を狙って発行された。実質的にはデノミである。トルコ共和国及び北キプロス・トルコ共和国で供用された。
なお、2005年中は初代トルコリラと新トルコリラが併用された。トルコ語ではYeni Türk Lirası（イェニ・テュルク・リラス）という。通貨記号は₤、略称はYTL。トルコ共和国中央銀行 (Türkiye Cumhuriyet Merkez Bankası) が発行した。補助単位は新クルシュで、1新トルコリラ=100新クルシュ (Yeni kuruş)。略称はYKr。1新トルコリラ=44.09円（2012年10月19日現在）。 
1YTL・5YTL・10YTL・20YTL・50YTL・100YTLの紙幣と1YKr・5YKr・10YKr・50YKr・1YTLの硬貨が発行される。なお、1YTL・5YTL・10YTL・20YTLの各紙幣は、額面と通貨単位を除きそれぞれ100万TL・500万TL・1000万TL・2000万TLの紙幣とほぼ完全に同一のデザインである。

## 紙幣
2005年に新トルコリラ、"E-8 Emission Group"として発行された紙幣。2009年に発行された2代目トルコリラの発行に伴い、2010年から市中での流通が停止されている。回収は2019年末までの10年間で行われ、2020年1月1日に失効する。
新トルコリラ・新クルシュともに肖像は全てトルコ共和国初代大統領のムスタファ・ケマル・アタテュルク。
| Emission 8 | Emission 8 | Emission 8 | Emission 8  | Emission 8                       | Emission 8                                               | Emission 8                                                  | Emission 8 |
| 画像       | 画像       | 価値       | サイズ      | 色                               | 描写                                                     | 描写                                                        | 描写       |
| 表         | 裏         | 価値       | サイズ      | 色                               | 表                                                       | 裏                                                          |            |
| ---------- | ---------- | ---------- | ----------- | -------------------------------- | -------------------------------------------------------- | ----------------------------------------------------------- | ---------- |
|            |            | 1 lira     | 160 × 76 mm | Claret Red, Blue                 | ムスタファ・ケマル・アタテュルク                         | アタテュルクダム（南東アナトリア開発計画 (en)の一部として） |            |
|            |            | 5 lira     | 162 × 76 mm | Pastel yellow and greenish brown | ムスタファ・ケマル・アタテュルク                         | アタテュルク廟                                              |            |
|            |            | 10 lira    | 162 × 76 mm | Red                              | ムスタファ・ケマル・アタテュルクとトルコ国旗のシルエット | ピーリー・レイースの地図                                    |            |
|            |            | 20 lira    | 162 × 76 mm | Green                            | ムスタファ・ケマル・アタテュルク                         | エフェソス                                                  |            |
|            |            | 50 lira    | 152 × 81 mm | Orange                           | ムスタファ・ケマル・アタテュルク                         | カッパドキア                                                |            |
|            |            | 100 lira   | 158 × 81 mm | Blue                             | ムスタファ・ケマル・アタテュルク                         | ドゥバヤズットのイスハク・パシャ宮殿 (en)                   |            |